# Scherpenbergmolen

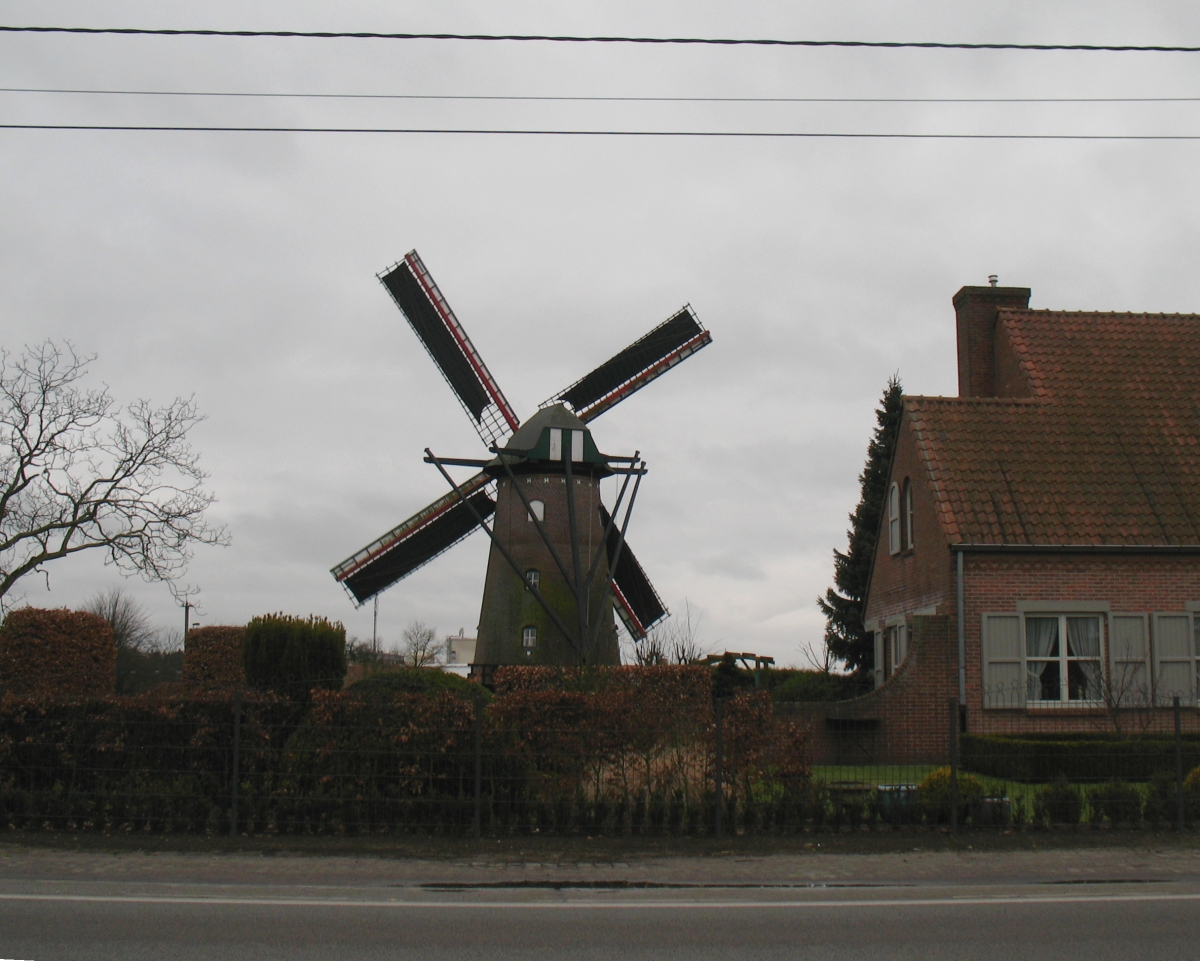
Vanaf de doorgaande weg gezien

De Scherpenbergmolen in Westmalle in de Belgische gemeente Malle is een maalvaardige windkorenmolen. De molen werd door de broers Joannes en Petrus Mullenbrück (Meulenbroeck) in 1843 gebouwd op de eigendom De Jaentjes. Joannes werd molenaar van de Scherpenbergmolen, terwijl Petrus later verhuisde naar Ossendrecht in Nederland om zich daar als molenaar te vestigen. Tijdens de Tweede Wereldoorlog werd de molen stilgelegd, en in 1961 raakte hij in onbruik. De Scherpenbergmolen is een beschermd monument sinds 13 maart 1979.
Iedere zondag tussen 13:30 en 17 uur draait de molen, en maalt dan graan voor veevoeder. De Scherpenbergmolen kan tussen de 600 en 700 kg graan per dag malen.

## Restauraties en onderhoud
De eerste herstelwerkzaamheden werden door de gebroeders Caers uitgevoerd in 1962 nadat de molen was aangekocht door de gemeente Westmalle, en hierop volgden er meerdere restauratiewerken totdat de Scherpenbergmolen in 1985 weer maalvaardig was. In 2003 werden wederom onderhoudswerken uitgevoerd.

## Molenaars en eigenaars
- 1843: eigenaar: Christianus Mullenbrück-Aerts, molenaar: Joannes Mullenbrück.
- 1853: eigenaar/molenaar: Joannes Mullenbrück-Nicolay
- 1881: eigenaar/molenaar: Franciscus Stevens-Mullenbrück
- 1891: eigenaar: Fransiscus Janssens-Geerts, molenaar Jan Verschueren
- 1930: eigenaar: Gustaaf Janssens-Van de Mierop (later zijn weduwe), molenaar Frans Boekx (vanaf 1927)
- 1956: eigenaren: Magdalena en Laura Janssens, molenaar Jozef Boekx (vanaf 1954)
- 1961: eigenaren: Magdalena Janssens en erfgename Laura Huyskens-Janssens
- 1962: eigenaar: Gemeentebestuur van Westmalle (sedert 1 juli 1979 Malle genaamd)

## Technische gegevens
De molen heeft
- gelaste stalen roeden van 22,4m, fabricaat Peel uit Gistel, Oud-Vlaams opgehekt
- twee koppels molenstenen, waarvan een koppel kunststenen van 1,5m (Franse loper/Duitse ligger) en een kunststeenkoppel met een diameter van 1,4m. Dit is op het gelijkvloers en wordt elektrisch aangedreven. De overbrenging is 1 op 4,2.
- elektrische maalstoel op de benedenverdieping
- Engels kruiwerk, sleepluiwerk

- Inventaris van het Bouwkundig Erfgoed (Vlaanderen): 13744